# Dermestes frischii
Dermestes frischii es una especie de escarabajo de piel del género Dermestes, tribu Dermestini, subfamilia Dermestinae. Fue descrita por Kugelman en 1792.

## Descripción
Mide 6-10 mm de longitud. De color negro o marrón oscuro y de forma ovalada. Los lados del pronoto están cubiertos de pelos de color blanco amarillento. Las antenas tienen 11 segmentos y los últimos 3 segmentos forman una maza. Los sexos se pueden distinguir por la presencia (machos) o ausencia (hembras) de un mechón de pelos de color oscuro en el medio del cuarto esternito abdominal.
Las larvas miden 13-15 mm de largo cuando maduran y son oscuras con una banda descolorida a lo largo de la superficie dorsal del cuerpo. Están cubiertos de pelos de color marrón rojizo de diferentes longitudes. En el noveno segmento abdominal hay un par de protuberancias en forma de cuernos que se curvan hacia delante.

## Distribución y hábitat
Se distribuye por Estados Unidos, España, Portugal, Francia, Suiza, Suecia, Austria, Reino Unido, Países Bajos, Australia, Grecia, Italia, Alemania, Canadá, Rumania, Rusia, Marruecos, Japón, Bélgica, Ucrania, Yemen, Túnez, China, Argelia, Croacia, Hungría, Bangladés, Chequia, Serbia, Eslovaquia, Israel, India, Irak, Luxemburgo, México, Noruega, Polonia, Turquía, Afganistán, Bulgaria, Bielorrusia, Camerún, Dinamarca, Estonia, Irán, Corea, Kuwait, Kazajistán, Lituania, Letonia, Papúa Nueva Guinea y Uzbekistán.